# Peripatus juliformis
Peripatus juliformis (лат.) — вид онихофор из рода Peripatus семейства Peripatidae.
Число ног у этого вида колеблется от 29 пар до 34 пар. Peripatus juliformis очень темно-коричневого, почти черного цвета, с более светлой вентральной поверхностью. Длина самок варьирует от 36 до 75 мм, а у самцов — от 14 до 16 мм. Типовая местность — остров Сент-Винсент.
Этот вид стал первым представителем онихофор, известным науке. Guilding описал его в 1826 году. Он подумал, что это необычный вид слизня, и включил его в число собранных им карибских моллюсков. Он назвал этот род Peripatus (1826). Описание включало превосходную акварельную зарисовку образца и упоминание о способе самозащиты этого животного при помощи выбрызгивания липкой жидкости. Перевод описания Гилдинга на английский язык, первоначально написанного на латыни, показывает, что он впервые отнес этот экземпляр к классу Moluska и как он был удивлен открытием нового вида.